# Теньгушево
Теньгу́шево — село в Республике Мордовия, административный центр Теньгушевского района и Теньгушевского сельского поселения.
Расположено на крайнем северо-западе республики, на правом берегу реки Мокша в месте впадения в неё речки Ведяжа, в 172 км (по прямой) и 210 км (по автодороге) от Саранска, недалеко от границы с Нижегородской и Рязанской областями.

## Общие сведения
В селе преобладает индивидуальная жилая застройка с приусадебными участками. Имеются начальная и общеобразовательная школы, музыкальная школа, 2 детских сада, профессиональное училище, дом культуры, районная больница с поликлиникой, отделение почтовой связи, отделения Россельхозбанка и Сбербанка, парк, физкультурно-оздоровительный комплекс.

## Население
| 1959 | 1970  | 1979  | 1989  | 2002  | 2010  | 2021  |
| ---- | ----- | ----- | ----- | ----- | ----- | ----- |
| 3087 | ↘2901 | ↗3400 | ↗4063 | ↗4103 | ↗4230 | ↘3731 |

## История и название
Происхождение названия села точно не установлено, по одной версии от эрз. тинге кужо (гуменная поляна), по другой — от дохристианского имени Тенгуш или Тингуш. Существует местное предание о том, что мордвин по имени Тингуш провёл через мордовские леса войска Ивана Грозного во время похода на Казань, за что и был пожалован землями, на которых основано Теньгушево, однако село возникло задолго до правления этого грозного царя.
Год основания села также неизвестен, однако имеются сведения, что в XVI веке Теньгушево уже существовало. Через него проходила Большая Московская (Посольская) дорога, связывавшая Москву с Казанью и другими окраинами русского государства, что, наряду с близостью к судоходной в то время реке Мокша, способствовало росту и развитию села. К началу XIX века Теньгушево стало самым крупным из окрестных поселений. Дважды в год здесь проводились довольно крупные ярмарки.
Теньгушево за свою историю административно подчинялось нескольким различным российских губерниям: Казанской, Воронежской, Тамбовской, Пензенской. До образования Мордовской АССР Теньгушево входило в состав Тамбовской губернии. В 1928 году был образован Теньгушевский район и село стало его административным центром.

## Транспорт
Ближайшая железнодорожная станция: Потьма (95 километров от Теньгушева). Село соединено автомобильными дорогами с городами Краснослободск, Темников и посёлком городского типа Зубова Поляна. Имеется автобусное сообщение с Саранском.
Через село проходят три автодороги 4-й категории (г. Темников — п. Барашево — с. Теньгушево, с. Теньгушево — с. Криуша, с. Теньгушево — с. Куликово) и автодорога 5-й категории с. Теньгушево — с. Башкирцы.

## Сотовая связь
- МТС 2G/3G/4G
- Мегафон 2G/3G/4G
- Билайн 2G/3G/4G
- Тele2 2G/3G/4G
- Yota 2G/3G/4G

## Радиовещание
- 66,53 — Радио России / ГТРК Мордовия (Молчит)
- 103.8 — Радио России / ГТРК Мордовия

## Телевещание
- 30 ТВК — DVB-T2
- 45 ТВК — DVB-T2